# Дик Чејни
Ричард Брус Чејни (енгл. Richard Bruce Cheney; Линколн, 30. јануар 1941) је 46. потпредседник САД, који се на функцији налазио у време Џорџа В. Буша од 2001. до 2009. године. Члан је Републиканске странке.

## Младост и породица
Чејни је рођен у Линколну у држави Небраска. Родитељи су му Ричард и Мерџори Чејни. Одрастао је у Касперу у Вајомингу где је упознао своју садашњу жену Лин Винсент. Радио је у министарству пољопривреде.
Чејни се истицао и као ученик и као спортиста у средњој школи. Био је изабран за председника старије класе своје средње школе, представљао је школу на државним скуповима и био је члан рагби тима. Након завршетка средње школе радио је на електричним водовима и био је члан међународног братства електричара.
Након женидбе са Лин 1964, добио је две ћерке, Елизабет и Мери. Данас има четири унучета. Елизабет је рођена 1966, ожењена је и има четири детета. Дипломирала је на Правном факултету у Чикагу и радила је као међународни адвокат, саветник а сада ради у одељену за Блиски исток Стејт Дипартмента. Мери живи у Денверу у држави Колорадо и једна је од најближих очевих помоћника. Појавиле су се сумње о њеним сексуалним склоностима након подршке њеног оца амандману на државни закон о браку који не би дозволио Мери да се венча са партнером истог пола.
Дик Чејни је 1995. имао кратку улогу у филму Бруса Вилиса Умри мушки 3, где је играо званичника Њујорка.

## Образовање
Након средње школе, Чејни је добио стипендију и похађао је универзитет Јејл. Након три семестра одлучио је да на неко време напусти Јејл. Сакупио је довољно новца и вратио се на студије али је већ у следећем семестру напустио факултет због лоших оцена.
Када је имао 21 годину, 1962, два пута се изјаснио кривим за вожњу у пијаном стању у Вајомингу. Касније је изјавио да су га ова хапшења натерала да размисли којим путем иде. Како је сам рекао, био је на лошем путу и тако би се и наставило да није престао са пићем.
Поново се фокусирао на студије. Ишао је у Каспер Колеџ 1963. а након тога и на Универзитет у Вајомингу где је добио и диплому из политичких наука.
Похађао је Универзитет Висконсин-Медисон као докторанд. Напустио је студије и ушао у политичке воде пре докторирања.

## Рат у Вијетнаму
Током рата у Вијетнаму од 1959. до 1966, Чејни је добио укупно 5 одлагања војне обавезе. Четири су била типа С-2 који су добијали студенти због обавеза према универзитету и једно одлагање типа 3-А које је добио 1966. када је његова жена затруднела.

## Политичка каријера

### Ранији ангажман у Белој кући
Његова каријера у државној служби почела је са радом у администрацији Ричарда ,Никсона 1969. Био је на многим позицијама у већу за одређивање вредности потрошачке корпе, као помоћник Доналда Рамсфелда у државној канцеларији за економске могућности и у Белој кући. Код председника Џералда Форда, Чејни је постао помоћник председника и шеф особља. Био је менаџер Фордове председничке кампање 1976. док је председавајући кампање био Џејмс Бејкер.

### Конгрес
Године 1978. изабран је за представника Вајоминга у Представничком дому Конгреса. Чејни је поново биран пет пута служећи до 1989. Био је председник комитета за политику Републиканске странке од 1981. до 1987. Изабран је за председника конференције Републиканске странке 1989. Током своје службе у доњем дому конгреса гласао је против проглашавања дана рођења Мартина Лутера Кинга за национални празник. Као представник Вајоминга радио је на одбрани интереса нафтне индустрије и  индустрије угља у тој држави. Федерална зграда у Касперу, регионалном пословном центру, названа је у његову част и част његовог рада у Конгресу.

### Влада
Чејни је радио као Секретар одбране у влади председника Џорџа Буша старијег. Руководио је војним операцијама у Панами и на Блиском истоку. Награђен је председничком медаљом слободе због „очувања америчке сигурности у време великих промена у свету“.
Био је председник компаније Халибартон, а такође је био и члан борда директора Проктер и Гембла, Јунион Пацифика и ЕДС-а.
Заједно са Доналдом Рамсфелдом 1997. је основао непрофитну образовну организацију која је зове Пројекат за Нови Амерички Век чији је циљ промовисање глобалног америчког вођства.